# بیالا وودا (استان بورگاس)
بیالا وودا (به بلغاری: Byala Voda) یک منطقهٔ مسکونی در بلغارستان است که در استان بورگاس واقع شده‌است.